# Nephelodes minians
Nephelodes minians là một loài bướm đêm thuộc họ Noctuidae. Nó được tìm thấy ở hầu hết Bắc Mỹ, except Florida và adjacent states.

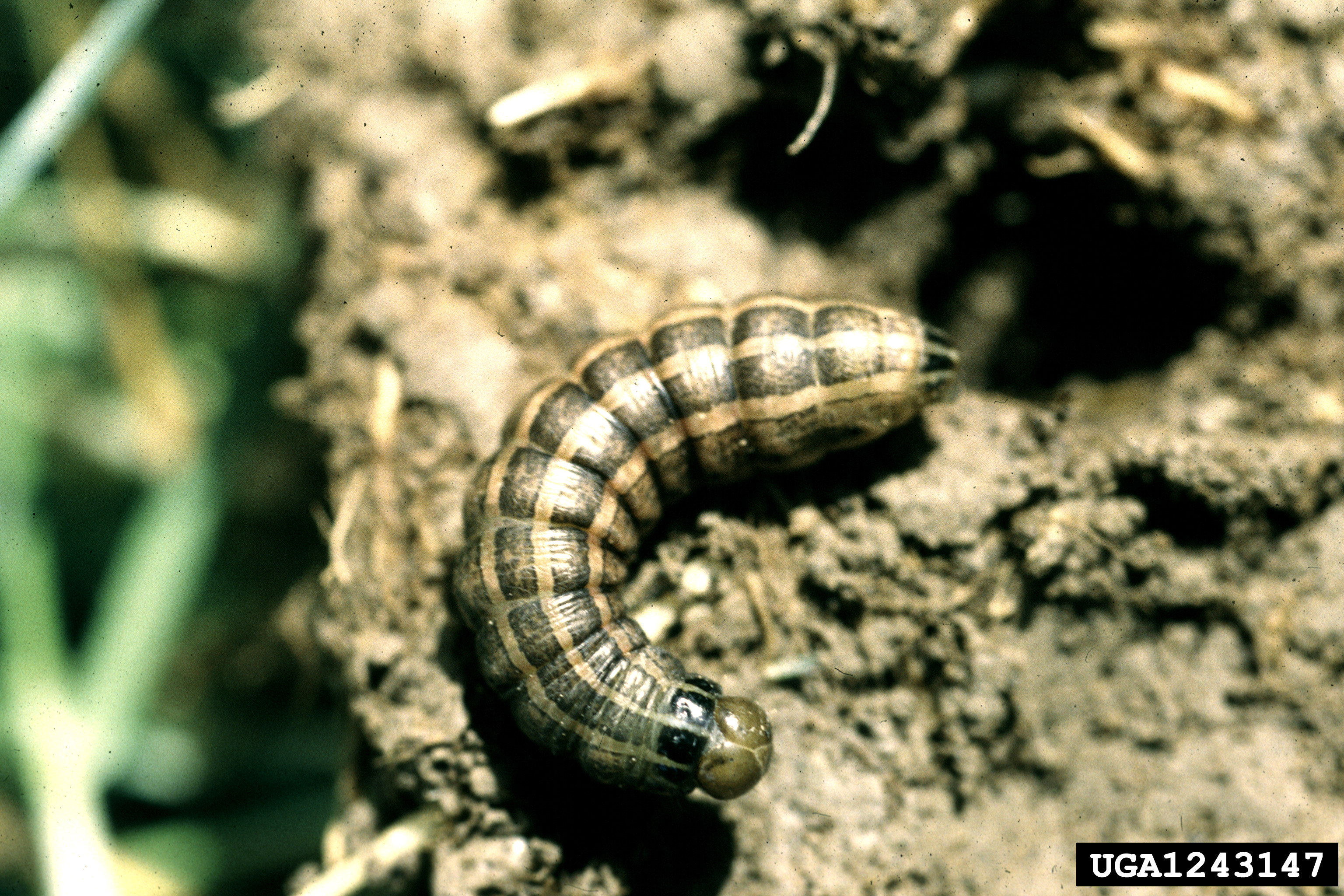
Sâu bướm

Sải cánh khoảng 40 mm. Con trưởng thành bay từ tháng 7 đến tháng 10 tùy theo địa điểm.
Ấu trùng ăn nhiều loại cỏ, bao gồm cereal crops và corn.

## Phụ loài
There are three regognised subspecies:
- Nephelodes minians minians
- Nephelodes minians tertialis
- Nephelodes minians pectinata

## Hình ảnh

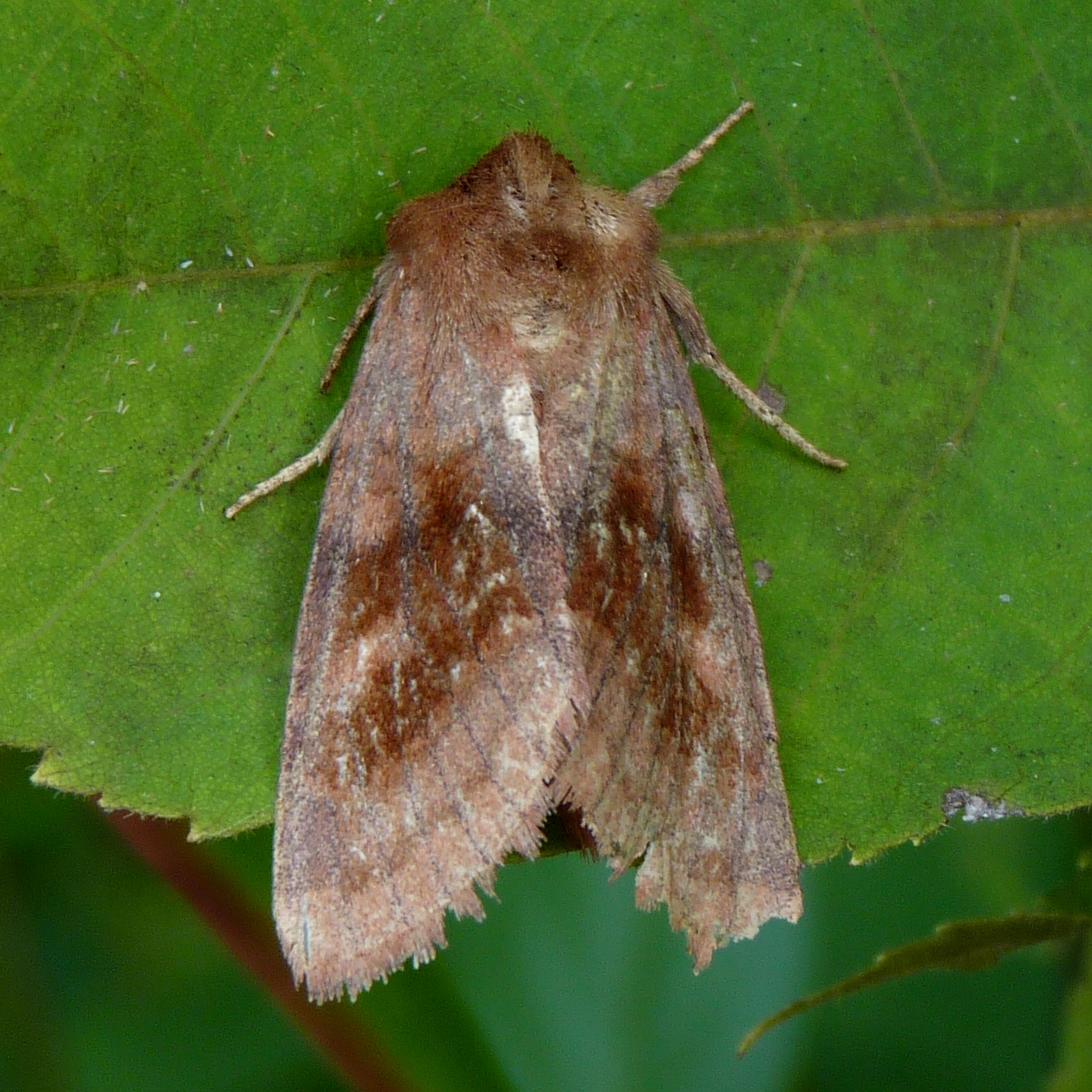
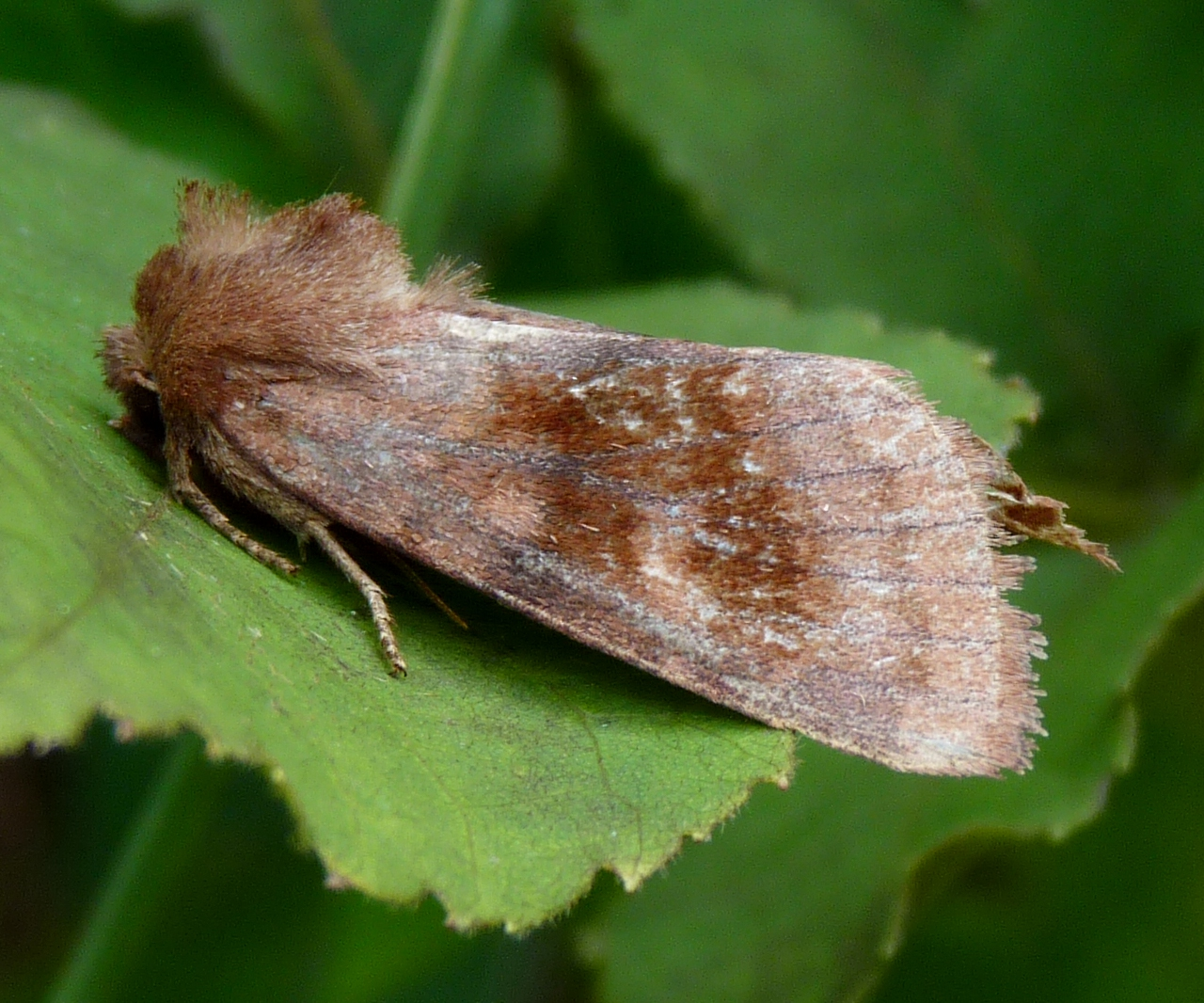